# 钒固氮酶

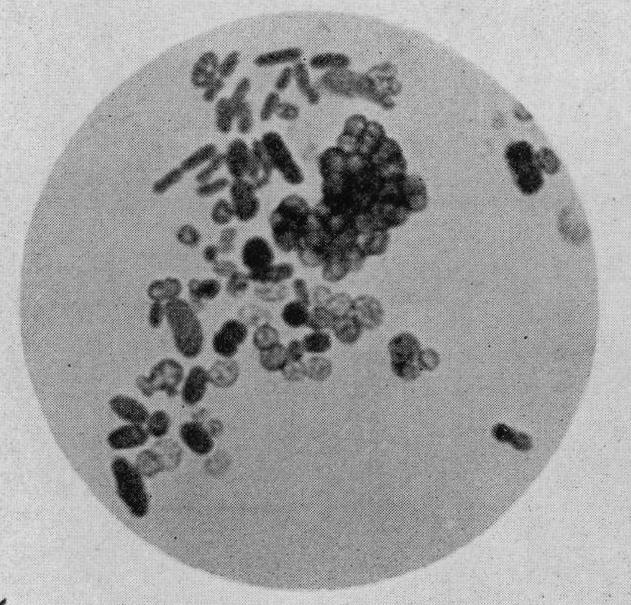
Azotobacter sp. cells, stained with Heidenhain's iron hematoxylin, ×1000. Vanadium Nitrogenases are found in members of the bacteria genus Azotobacter as well as the species R. palustris and A. variabilis

钒固氮酶，是一種在固氮細菌身上發現的酵素，它是第二種固氮方法，當主要的金屬鉬固氮酵素無法運作時。 在自然的氮循環中，钒固氮酶是非常重要的構成要素，它將空氣中的氮氣轉換成氨，使原本無法被植物利用的氮氣變成有用的。最近美國的學者發現，當一氧化物存在時就會減少钒固氮酶，並產生乙烯、乙烷、丙烷。

## 生物上的功能
钒固氮酶在一些菌屬中被發現，例如：Azotobacter和R. palustris 及 A. variabilis等品種的細菌. 钒固氮酶的最重要功能是和常見的鉬固氮酵素相配合，且作為替代的固氮方法，當鉬的固氮酵素無法作用時。
钒固氮酶有 α2β2Ύ2 的單位蛋白結構，而鉬的固氮酵素則是α2β2 的結構。 雖然在結構的基因經過轉譯後，只有15%與鉬的固氮酵素相同，但兩者卻有著相同的氧化還原中心。在室溫下，钒固氮酶較鉬的固氮酵素不活潑， 這是因為它轉換更多的H+ 成 H2. 然而，在低溫下，钒固氮酶被發現是比鉬的固氮酵素還活潑，而且它甚至可以在5℃下的低溫下固氮，它在低溫下的固氮作用能力是鉬鐵酵素的十倍高。不像鉬的固氮酵素，少量的聯氨、異腈、和乙炔能在接觸反應中被轉換成乙烯、乙烷、和丙烷。 钒固氮酶痕容易被氧化，所以它只能在無氧的環境下作用並且它有著相當複雜的機制來預防接觸到氧氣。
钒固氮酶完整的固氮過程，可以用以下的化學式來總結： :
2N2+12e−+14H++24MgATP→2NH4++3H2+24MgADP+24HPO42−